# Johann von Aldringen

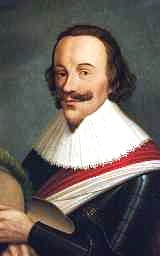
Johann von Aldringen

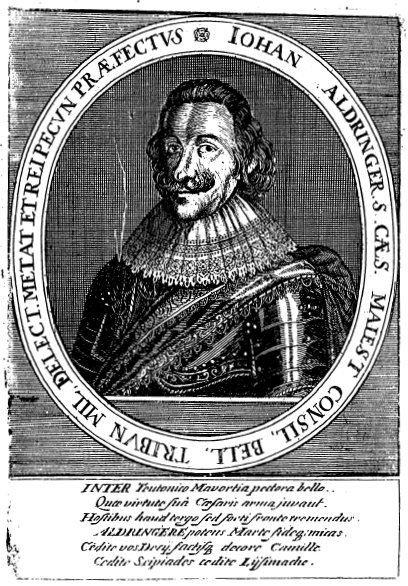
Portret uit de derde band van het boek Theatrum Europaeum.

Johann Reichsgraf von Aldringen (soms geschreven als von Aldringer of von Altringen) (Thionville, 10 december 1584 of 1588 - Landshut, 22 juni 1634) was een bevelhebber van het leger van de Katholieke Liga tijdens de Dertigjarige Oorlog. Bij zijn tijdgenoten stond hij bekend om zijn wreedheid en vrekkigheid. 

## Levensloop
Von Aldringen werd geboren in Diedenhofen (Frans: Thionville) dat toen tot de Zuidelijke Nederlanden behoorde. Tijdens zijn jeugd reisde hij als page en als secretaris in de Nederlanden, Italië en Frankrijk. Om zijn opleiding te voltooien ging hij naar de Sorbonne te Parijs. 
Na een tijdje onderbrak hij zijn studies en in 1606 ging hij in het leger van de Spaanse Habsburgers. In 1618 begon de Dertigjarige Oorlog waarin de katholieken onder leiding van keizer Ferdinand II het opnamen tegen de protestanten die zich verenigd hadden met Zweden en Frankrijk.
In het keizerlijke leger dat Aldringen inmiddels vervoegd had, wist hij zich te onderscheiden en in korte tijd werd hij bevorderd tot majoor, tot generaal-majoor en in 1622 tot kolonel.
In 1626 wisten de troepen van Aldringen de protestantse troepen van Ernst van Mansfeld terug te dringen in de Slag bij Dessau. Ze hielden de brug over de Elbe gedurende een maand bezet en droegen daardoor bij aan de overwinning van Albrecht von Wallenstein, de bevelhebber van de Katholieke Liga. Voor zijn verdiensten kreeg  Aldringen de titel Freiherr. 
In 1628 veroverde Aldringen Mecklenburg in naam van Wallenstein. Daarna werd hij bevelhebber van een regiment in Maagdenburg.
Aldringen onderscheidde zich in 1630 aan de zijde van zijn vriend Matthias Gallas door een overwinning tegen de Franse troepen in Mantua. Hij nam deel aan de plundering van de stad en kreeg als beloning voor zijn aandeel de rijke bibliotheek van Carlo I Gonzaga, de hertog van Mantua. Aldringen verkreeg de erfelijke titel rijksgraaf. Datzelfde jaar trouwden hij en Gallas met de twee dochters van de graaf van Arco.
In 1631 kon hij de troepen van Johan t'Serclaes van Tilly, de bevelhebber van de keizerlijke troepen, niet meer tijdig vervoegen om de nederlaag van diens troepen in Leipzig te vermijden. Toen t'Serclaes in 1632 stierf volgde Aldringen hem op als bevelhebber en werd hij benoemd tot veldmaarschalk. Aldringen stonde aan het hoofd van het korps dat gevormd werd door keurvorst Maximiliaan I van Beieren om Wallenstein die hij in de Bohemen vervoegde, te steunen. In 1633 keerde Aldringen terug en heroverde Coburg en Landsberg.
Met zijn schoonbroer Gallas en met Octavio Piccolomini was hij betrokken bij de moord op Wallenstein. Na diens dood in februari 1634 nam Aldringen het bevel over en verplichtte hij de Zweden om Opper-Palts op te geven. Bij de verdediging van Landshut in juli van dat jaar wilden zijn troepen de Zweden verhinderen om de Isar over te steken. Von Aldringen raakte zwaargewond en verdronk in de rivier.
Von Aldringen werd begraven in het Klooster van Prüll in Regensburg. Zijn zuster erfde zijn bezittingen terwijl zijn oudste broer Paul, die bisschop was, zijn titel van rijksgraaf erfde.